# Österreichische Bergsteigervereinigung
Die Österreichische Bergsteigervereinigung (ÖBV) ist ein österreichischer Verein und eine Dachorganisation bzw. ein Verband von kleineren alpinen Gesellschaften und Vereinen und ist seinerseits Mitglied der alpinen Dachorganisation Verband Alpiner Vereine Österreichs (VAVÖ). Gegründet wurde die Interessensvertretung im ersten Drittel des 20. Jahrhunderts und hat seinen Sitz in der Bäckerstraße 16, 1010 Wien, so wie der Österreichische Touristenverein (ÖTV) und der VAVÖ.
Die Bergsteigervereinigung vertritt die Interessen von rund 20 Sportvereinen und alpinen Vereine. Die Mitgliedsvereine haben zusammen rund 6000 Mitgliedern und betreiben etwa 20 Schutzhütten. Die zwei größten Mitgliedsvereine sind der Österreichische Touristenverein und der Verband Österreichischer Höhlenforscher.